# Idealismo actual

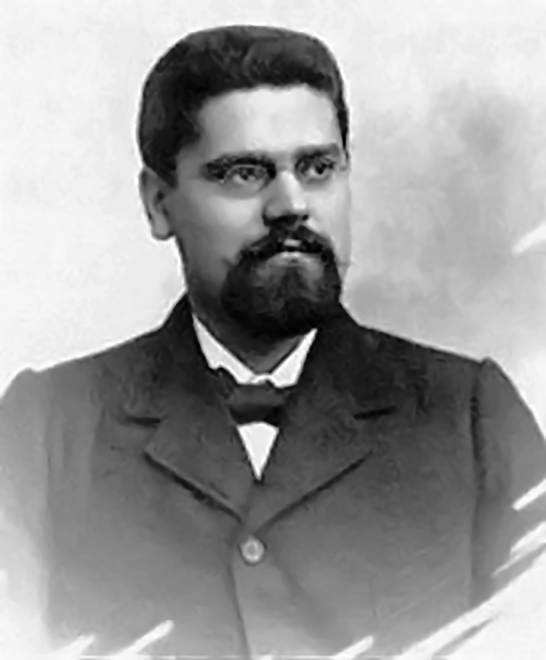
Giovanni Gentile

El idealismo actual, o actualismo, es una forma de idealismo desarrollado por Giovanni Gentile que se convirtió en un idealismo "fundamentado", contrastando el idealismo trascendental de Immanuel Kant y el idealismo absoluto de Hegel. Para Gentile, considerado como el "filósofo del fascismo", el actualismo era el único remedio para preservar filosóficamente el libre albedrío al hacer que el acto de pensar fuera autocreativo y, por lo tanto, sin ninguna contingencia y sin la potencia de ningún otro hecho.